# Font Soleia
La font Soleia és una font de Matadepera al Massís de Sant Llorenç del Munt.

## Situació
La font Soleia és d'origen càrstic ubicada al municipi de Matadepera al Vallès Occidental, a 925 metres sobre el nivell del mar. Està situada a llevant de la Mola, a uns 150 metres de l'Hort dels Monjos. Es troba arran de corriol, sota la paret del cingle, en el camí que porta el seu nom. S'hi pot accedir pel Camí dels Monjos, pujant des de Can Pobla o be baixant des del Morral del Drac.
Aquesta  font és troba dins del límit del Parc Natural de Sant Llorenç del Munt i l'Obac, creat el 1972. Des del 2000 també forma part de l'Inventari d'espais d'interès geològic de Catalunya (IEIGC) inventariat com espai d'interès geològic en el conjunt de la geozona Sant Llorenç del Munt i l'Obac, la qual forma part del parc natural majoritàriament.

## Descripció
Es una antiga surgència mig taponada per les concrecions calcàries i tosca, de verdet, heura i falzia blanca o ruda de paret. A la part inferior, tocant al terra hi ha una piqueta en forma de mitja lluna que els excursionistes mantenen neta. La pica està feta de pedra, per la part interior hi ha una filera de maó pla amb una fina capa d’arrebossat. Al damunt, hi ha un pegat de morter rectangular amb la data gravada de1905. A mà esquerra, en el mateix estrat, la nova surgència amb un orifici situat a una trentena de centímetres del terra i un tap amb una cadeneta. L’aigua que es filtra a través de la mateixa paret s'escola pel camí, travessant-lo i acumulant-se en una basseta natural
La font apareix cartografiada al mapa de la guia monogràfica de Sant Llorenç del Munt publicada l’any 1935.